# Galatasaray Istanbul (vaterpolo)
Galatasaray je turski vaterpolski klub iz Istanbula.
Najveći uspjeh je ostvario u sezoni Eurolige 2012./13. kada je došao do četvrtzavršnice u kojoj je ispao od dubrovačkog Juga (5:12,3:18). U ovoj sezoni za klub nastupaju: Oytun Okman, Togkan Ozbek, Alican	Yilmaz, Can Gozusulu, Alican Cagatay, Srđan Aksentijević, Osman Selim Gulenc, Yigit Kan, Berk Biyik, Slobodan Nikić, Atilla Sezer, Vjekoslav Pasković, Mehmet Gulec, Umit Sezgi Piskin, Can Yuksek, Turkay Gorsem, Jesse Aaron Smith, Josip Šutalo (Hrvat), Berke Senemoglu, Ali Kilic i Mihajlo Korolija.

## Uspjesi
- Prvak Turske;[1] 1991., 1993., 1994., 1995., 1996., 1997., 1999., 2000., 2001., 2003., 2005., 2006., 2007., 2008., 2009., 2010., 2011., 2012., 2013.